# Mila Kunis
Milena Markovna "Mila" Kunis (Милена Маркοвна Кунис, Мілена Марківна Куніс; sinh ngày 14 tháng 8 năm 1983) là một nữ diễn viên người Mỹ. Cô được biết đến với vai nữ phụ trong phim Thiên nga đen, vai chính trong các bộ phim truyền hình That '70s Show và Family Guy. Một số bộ phim thành công khác có Kunis góp mặt là Yêu lầm bạn thân (2011), Ted (2012) và Oz vĩ đại và quyền năng (2013).
Năm 2012, tạp chí Esquire (Hoa Kỳ) bầu chọn cô là người phụ nữ gợi cảm nhất thế giới 2012.

## Tiểu sử
Kunis sinh ra tại Chernivtsi, trong Cộng hòa xã hội chủ nghĩa Xô Viết Ukraina. Mẹ cô, bà Elvira, là một giáo viên vật lý, quản lý một hiệu thuốc, và cha cô, Mark Kunis, là một kỹ sư cơ khí làm tài xế taxi. Kuniscó một người anh trai lớn hơn cô 6 tuổi tên là Michael. Năm 2011 cô phát biểu rằng cha mẹ cô có "công việc tuyệt vời", và rằng gia đình là "rất may mắn" và "không nghèo"; họ đã quyết định rời khỏi Liên Xô năm 1991, khi cô mới bảy tuổi, gia đình cô chuyển đến Los Angeles, California với 250 USD. "Đó là tất cả chúng tôi được phép mang theo. Cha mẹ tôi đã từ bỏ công việc tốt và bằng cấp, không được chuyển nhượng được. Chúng tôi đến New York vào ngày thứ 4 và sáng thứ Sáu anh tôi và tôi đã được tại trường học ở LA".